# Hycleus terminatus
Hycleus terminatus es una especie de coleóptero de la familia Meloidae.

## Distribución geográfica
Habita en Egipto, Sierra Leona y Guinea.